# Якоби, Эрнст
Эрнст Герхард Людвиг Якоби-Шербенинг (нем. Ernst Gerhard Ludwig Jacobi-Scherbening; 11 июля 1933, Берлин — 24 июня 2022, Вена) — немецкий актёр театра, кино и телевидения.

## Биографические сведения
Эрнст Якоби родился 11 июля 1933 года в Берлине. С 1947 года он начал участвовать в аудиоспектаклях радиостанции «РИАС». В течение трёх лет, с 1951 года, обучался актёрскому мастерству в школе Max-Reinhardt-Schule für Schauspiel (нем.). Ещё будучи её учеником дебютировал в качестве театрального актёра в берлинском Хеббель-театре. Спустя некоторое время, в 1954 году, на экраны вышел первый фильм с его участием.
В последующем Эрнст Якоби играл преимущественно в западногерманских театрах (Шиллер-театр, Театр на Курфюрстендамме, Дойчес Шаушпильхаус), а также в театрах немецкоязычных стран (Бургтеатр, Шаушпильхаус Цюрих). Большинство своих не театральных ролей он исполнил в телефильмах и сериалах, не имеющих широкой известности за пределами ФРГ, но есть в его фильмографии и кинофильмы, получившие большой успех и престижные международные награды, например «Жестяной барабан» (реж. Фолькер Шлёндорф; 1979 год), «Германия, бледная мать» (реж. Хельма Сандерс-Брамс; 1980 год), «Белая лента» (реж. Михаэль Ханеке; 2009 год).
Скончался 24 июня 2022 года.